# Obereopsis annulicornis
Obereopsis annulicornis là một loài bọ cánh cứng trong họ Cerambycidae.